# Petäikkösaari (ö i Södra Savolax, S:t Michel, lat 62,20, long 26,68)
Petäikkösaari är en ö i Finland. Den ligger i sjön Ylemmäinen och i kommunen Kangasniemi i den ekonomiska regionen  S:t Michel och landskapet Södra Savolax, i den södra delen av landet, 240 km norr om huvudstaden Helsingfors. Öns area är 1,7 hektar och dess största längd är 280 meter i sydöst-nordvästlig riktning.